# John Jørgensen
John Jørgensen (ur. 18 lipca 1962 w Middelfart) – duński żużlowiec.

## Życiorys
Czterokrotny medalista indywidualnych mistrzostw Danii: srebrny (1998) oraz trzykrotnie brązowy (1992, 1995, 2000).
Dwukrotny finalista indywidualnych mistrzostw świata juniorów (Pocking 1982 – VIII miejsce, Lonigo 1983 – IV miejsce). Dwukrotny finalista Indywidualnych Mistrzostw Świata (Vojens 1988 – XIII miejsce, Wrocław 1992 – VI miejsce). Stały uczestnik Grand Prix (1999 – XIX miejsce, 2000 – XXXIV miejsce). Sześciokrotny finalista drużynowych mistrzostw świata (1986 cykl turniejów – złoty medal, Long Beach 1988 – złoty medal, Bradford 1989 – srebrny medal, Pardubice 1990 – brązowy medal, Kumla 1992 – IV miejsce, Coventry 1993 – srebrny medal).
Startował w lidze polskiej w klubach: GKM Grudziądz (1995) Wybrzeże Gdańsk (1998), Pergo Gorzów Wielkopolski (1999) oraz Iskra Ostrów Wielkopolski (2000).
W lidze brytyjskiej reprezentował kluby z Birmingham (1982–1983), Coventry (1984–1995, 1997, 2000, 2004), Swindon (1996, 1998), Wolverhampton (1999), Belle Vue (2000), Peterborough (2001) oraz Somerset (2004).

## Mistrzostwa świata

### Punkty w poszczególnych zawodachGrand Prix
| Sezon 1999       |                        |                     |                                 |                       |                       |         |         |         |         |         |         |         |         |         |         |         |         |         |         |         |         |        |        |        |        |        |        |        |        |        |        |        |        |        |        |        |        |
| GP Czech – Praga | GP Szwecji – Linköping | GP Polski – Wrocław | GP Wielkiej Brytanii – Coventry | GP Polski – Bydgoszcz | GP Danii – Vojens     | miejsce | miejsce | miejsce | miejsce | miejsce | miejsce | miejsce | miejsce | miejsce | miejsce | miejsce | miejsce | miejsce | miejsce | miejsce | miejsce | punkty | punkty | punkty | punkty | punkty | punkty | punkty | punkty | punkty | punkty | punkty | punkty | punkty | punkty | punkty | punkty |
| 14               | 8                      | 3                   | 2                               | 1                     | 4                     | 19      | 19      | 19      | 19      | 19      | 19      | 19      | 19      | 19      | 19      | 19      | 19      | 19      | 19      | 19      | 19      | 32     | 32     | 32     | 32     | 32     | 32     | 32     | 32     | 32     | 32     | 32     | 32     | 32     | 32     | 32     | 32     |
| Sezon 2000       |                        |                     |                                 |                       |                       |         |         |         |         |         |         |         |         |         |         |         |         |         |         |         |         |        |        |        |        |        |        |        |        |        |        |        |        |        |        |        |        |
| GP Czech – Praga | GP Szwecji – Linköping | GP Polski – Wrocław | GP Wielkiej Brytanii – Coventry | GP Danii – Vojens     | GP Europy – Bydgoszcz | miejsce | miejsce | miejsce | miejsce | miejsce | miejsce | miejsce | miejsce | miejsce | miejsce | miejsce | miejsce | miejsce | miejsce | miejsce | miejsce | punkty | punkty | punkty | punkty | punkty | punkty | punkty | punkty | punkty | punkty | punkty | punkty | punkty | punkty | punkty | punkty |
| –                | –                      | –                   | 1                               | –                     | –                     | 34      | 34      | 34      | 34      | 34      | 34      | 34      | 34      | 34      | 34      | 34      | 34      | 34      | 34      | 34      | 34      | 1      | 1      | 1      | 1      | 1      | 1      | 1      | 1      | 1      | 1      | 1      | 1      | 1      | 1      | 1      | 1      |

| Statystyki        | Statystyki |
| ----------------- | ---------- |
| Starty            | 7          |
| Zwycięstwa        | 0          |
| Miejsca na podium | 0          |
| Finalista         | 0          |
| Punkty            | 33         |